# Арысь (Караконырский сельский округ)
Арысь (каз. Арыс) — село в Отырарском районе Туркестанской области Казахстана. Входит в состав Караконырского сельского округа. Код КАТО — 514839300.

## Население
В 1999 году население села составляло 405 человек (212 мужчин и 193 женщины). По данным переписи 2009 года, в селе проживало 386 человек (195 мужчин и 191 женщина).